# JUJU (アルバム)
『JUJU』（ジュジュ）は、JUJUの3作目のフルアルバム。2010年3月17日発売。

## 概要
- 前作『What's Love?』以来、約1年ぶりとなるオリジナルフルアルバム。
- 初回盤限定盤のみ特典CDとして、これまでの洋楽カバーと全編英語詞でのセルフカバーが収録されたカバー集『She Sings...』付属の2枚組、特殊パッケージ仕様。
- 後にアンコールプレス盤としてジャケット写真が異なるウィンターパッケージ仕様が発売された。CDは初回盤限定盤と同様の2枚組である。
- 『She Sings...』の収録曲全15曲のうち7曲は、後に洋楽カバーアルバム『TIMELESS』に収録される。
- 第52回日本レコード大賞優秀アルバム賞受賞。

## 収録曲

### Disc 1
1. GIRLS NEVER GIVE UP
（作詞：JUJU / 作曲：SKY BEATZ & 原田卓也 / 編曲：SKY BEATZ）
歌詞は英語とカタカナで構成されており、漢字やひらがなはほとんど使われていない。
2. 桜雨
（作詞：松尾潔 / 作曲・編曲：Jin Nakamura）
  - レコチョクCMソング

12thシングル。
  - TBS系「COUNT DOWN TV」3月度オープニングテーマ
3. 明日がくるなら / JUJU with JAY'ED
（作詞：JUJU, JAY'ED, Jeff Miyahara, / 作曲：JUJU, JAY'ED, Jeff Miyahara, RYLL & couco / 編曲：Jeff Miyahara & RYLL）
  - 東宝配給映画『余命1ヶ月の花嫁』主題歌

10thシングル。
4. round & round
（作詞：JUJU / 作曲：DJ HIROnyc & JUJU / 編曲：DJ HIROnyc）
5. 37℃
（作詞：BONNIE PINK / 作曲：Joleen Belle, Joachim Svare, Carsten Lindberg Hansen & Charlene Carmon / 編曲：Great Dane & Joachim Svare）
6. いつからか...ずっと
（作詞：PES / 作曲：HALEFANIE / 編曲：亀田誠治）
RIP SLYMEのPESが作詞。
7. そばにいて
（作詞：亜美 / 作曲：宮﨑歩 / 編曲：村山晋一郎 / ストリングスアレンジ：後藤勇一郎）
8. I never knew 〜もしも時間がもどせるなら〜
（作詞：JUJU / 作曲・編曲：Mats Lie Skare (Warner/Chapell Music Scandinavia)）
9. S.H.E.
（作詞：小山内舞 / 作曲：SOAR / 編曲：URU / ストリングスアレンジ：solaya）
  - 花王「アジエンス」CMソング

12thシングル。
10. ガーベラの花
（作詞・作曲：川口大輔 / 編曲：CHOKKAKU）
11. READY FOR LOVE
（作詞・作曲：JUJU & Jeff Miyahara / 編曲：Jeff Miyahara & Pochi）
  - 関西テレビ・フジテレビ系「グータンヌーボ」エンディングテーマ

12thシングル。
12. ほんとうは feat. MONCH（RamWire）
（作詞：JUJU & MONCH (RamWire) / 作曲：Joleen Belle, Joachim Svare, Carsten Lindberg Hansen & Robyn Johnson / 編曲：Great Dane）
13. bouquet
（作詞・作曲：上江洌清作 (MONGOL800) / 編曲：石成正人）
14. 夜の果て
（作詞：JUJU / 作曲：E-3 / 編曲：E-3 & DJ HIROnyc / ホーンアレンジ：黒田卓也）
15. Take Me Higher
（作詞：JUJU / 作曲：野井洋児 / 編曲：Alec Shantzis / ホーンアレンジ：黒田卓也）
16. PRESENT
（作詞：usewax (RamWire) / 作曲：RYLL (RamWire) & usewax (RamWire) / 編曲・ストリングスアレンジ：RYLL / ストリングスアレンジ：村田泰子）
  - ウォルト・ディズニー・ジャパン配給映画「Disney's クリスマス・キャロル」イメージソング
  - エムティーアイ「music.jp」CMソング

11thシングル。

### Disc 2『She Sings...』
1. LET'S WAIT AWHILE
デビューシングル「光の中へ」のカップリング曲。ジャネット・ジャクソンのカバー。
2. YEARNING FOR YOUR LOVE（英語版）
2ndシングル「CRAVIN'」のカップリング曲。ギャップ・バンドのカバー。
3. 奇跡を望むなら... -English version-
3rdシングル「奇跡を望むなら...」のカップリング曲。全編英語詞でのセルフカバー。
4. There Must Be an Angel (Playing with My Heart)
  - フジテレビ系「めざましテレビ」占いコーナーOA曲

1stミニアルバム『Open Your Heart 〜素顔のままで〜』収録曲。ユーリズミックスのカバー。
5. I like it
1stミニアルバム『Open Your Heart 〜素顔のままで〜』収録曲。デバージのカバー。
6. New York State Of Mind
1stミニアルバム『Open Your Heart 〜素顔のままで〜』収録曲。ビリー・ジョエルのカバー。
7. Something About Us（英語版）
4thシングル「ナツノハナ」のカップリング曲。ダフト・パンクのカバー。
8. THE POWER OF LOVE
トリビュート・アルバム『TRIBUTE TO CELINE DION』収録曲。セリーヌ・ディオンのカバー。
9. LAST CHRISTMAS
5thシングル「Wish for snow/奇跡を望むなら...Xmas story」のカップリング曲。ワム!のカバー。
10. DON’T KNOW WHY
6thシングル「どんなに遠くても...」のカップリング曲。ノラ・ジョーンズのカバー。
11. NEVER STOP（英語版）
2ndミニアルバム『My Life』収録曲。ブラン・ニュー・ヘヴィーズのカバー。
12. Saving All My Love For You
2ndミニアルバム『My Life』収録曲。ホイットニー・ヒューストンのカバー。
13. Street Life
7thシングル「空」のカップリング曲。ザ・クルセイダーズ&ランディ・クロフォードのカバー。
14. The Rose
  - 東宝配給映画『余命1ヶ月の花嫁』挿入歌

10thシングル「明日がくるなら」のカップリング曲。ベット・ミドラーのカバー。
15. Ex-Factor（英語版）
11thシングル「PRESENT」のカップリング曲およびオリジナルコンピレーション・アルバム『LOVE DROPS -Covered & Compiled by JUJU』収録曲。ローリン・ヒルのカバー。